# Friedrich Bäßmann
Friedrich Bäßmann (* 1882 in Uetzingen; † 23. Juni 1953 in Walsrode) war ein deutscher Tierzuchtwissenschaftler.

## Leben
Friedrich Bäßmann studierte Landwirtschaft an der Landwirtschaftlichen Hochschule Bonn-Poppelsdorf, der Landwirtschaftlichen Hochschule Berlin und der Universität Jena. 1902 wurde er Mitglied des Corps Agraria Bonn und 1905 des Corps Agronomia Jena, zwischenzeitlich Landsmannschaft Cimbria Jenensis Jena. Nach Abschluss des Studiums und der Promotion zum Dr. phil. wurde er 1908 Leiter der Bezirkstierinspektion in Cottbus. 1914 trat er in den Dienst des Landwirtschaftsministeriums ein und leistete mit Ausbruch des Ersten Weltkrieges Kriegsdienst im Kriegsernährungsamt. Von 1922 bis 1933 war er Geschäftsführer der Tierzuchtabteilung der Deutschen Landwirtschafts-Gesellschaft (DLG). Nach der Wiederbegründung der DLG nach dem Zweiten Weltkrieg 1947 war er abermals bis 1949 Geschäftsführer dieser Abteilung.
Bäßmann förderte Züchtervereinigungen und erweiterte mit Wanderausstellungen die Basis für Tierschauen. Sein besonderes Verdienst war die Einrichtung des Deutschen Rinderleistungsbuches. Sein Engagement galt der Verbesserung der tierzüchterischen Leistungsbewertung.
Der Tierzuchtwissenschaftler Wilhelm Bäßmann war sein Bruder.

## Schriften
- Die Verbreitung der Rinderschläge in Deutschland, 1927
- Anleitung zur Einrichtung von Rinderzüchtervereinigungen und Richtlinien für die Zuchtbuchführung, 1929
- Die Verbreitung der Pferdeschläge in Deutschland, 1931
- Angorakaninchenzucht, 1935
- Das Richten von Rindern, 1937